# Zoo d'Adelaïde
Le Zoo d'Adelaïde est un parc zoologique australien, situé dans le Park Lands, au nord du centre-ville d'Adelaïde, capitale d'Australie-Méridionale. Fondé en 1883, il est le deuxième plus ancien du pays, après celui de Melbourne. Comme d'autres grands zoos australiens (Melbourne, Perth et Taronga) il est géré de manière non lucrative. Il est administré par la Royal Zoological Society of South Australia Incorporated, qui administre également le Zoo de Monarto, près de Murray Bridge.
Il est membre permanent de la Zoo and Aquarium Association (ZAA), l'association regroupant les zoos et aquariums d'Océanie, elle-même membre de l'Association mondiale des zoos et des aquariums (WAZA).
Le zoo présente environ 1 800 animaux appartenant à 300 espèces indigènes et exotiques. Les enclos les plus récents du zoo sont ceux de la deuxième partie dédiée à l'Asie du Sud-Est, conçus pour placer le public en immersion, donnant l'impression de marcher à travers la jungle, avec des tigres de Sumatra et des orangs-outans visibles de près. L'espace dédié aux pandas géants, ouvert en décembre 2009, permet de présenter deux individus, Wang Wang et Funi. Le parc est également un jardin botanique et présente une importante flore native et exotique, dont un figuier de la baie de Moreton, planté en 1877. Cinq bâtiments du zoo ont été répertoriés sur la liste du patrimoine du South Australian Heritage Register, notamment la porte d'entrée de Frome Road et l'ancienne maison des éléphants,.

## Historique

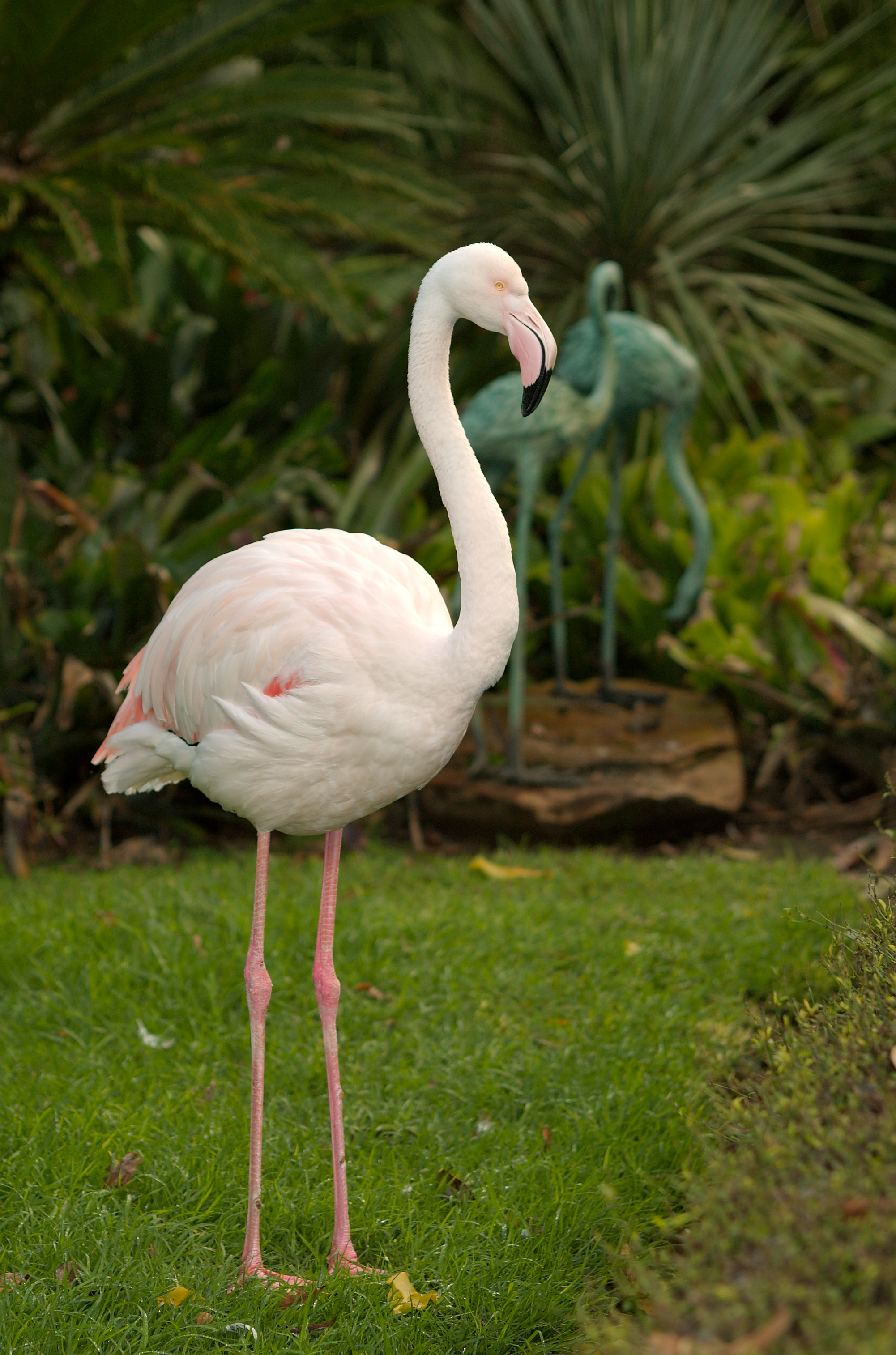
Le dernier flamant rose présent en Australie est mort au Zoo d'Adelaïde en janvier 2014

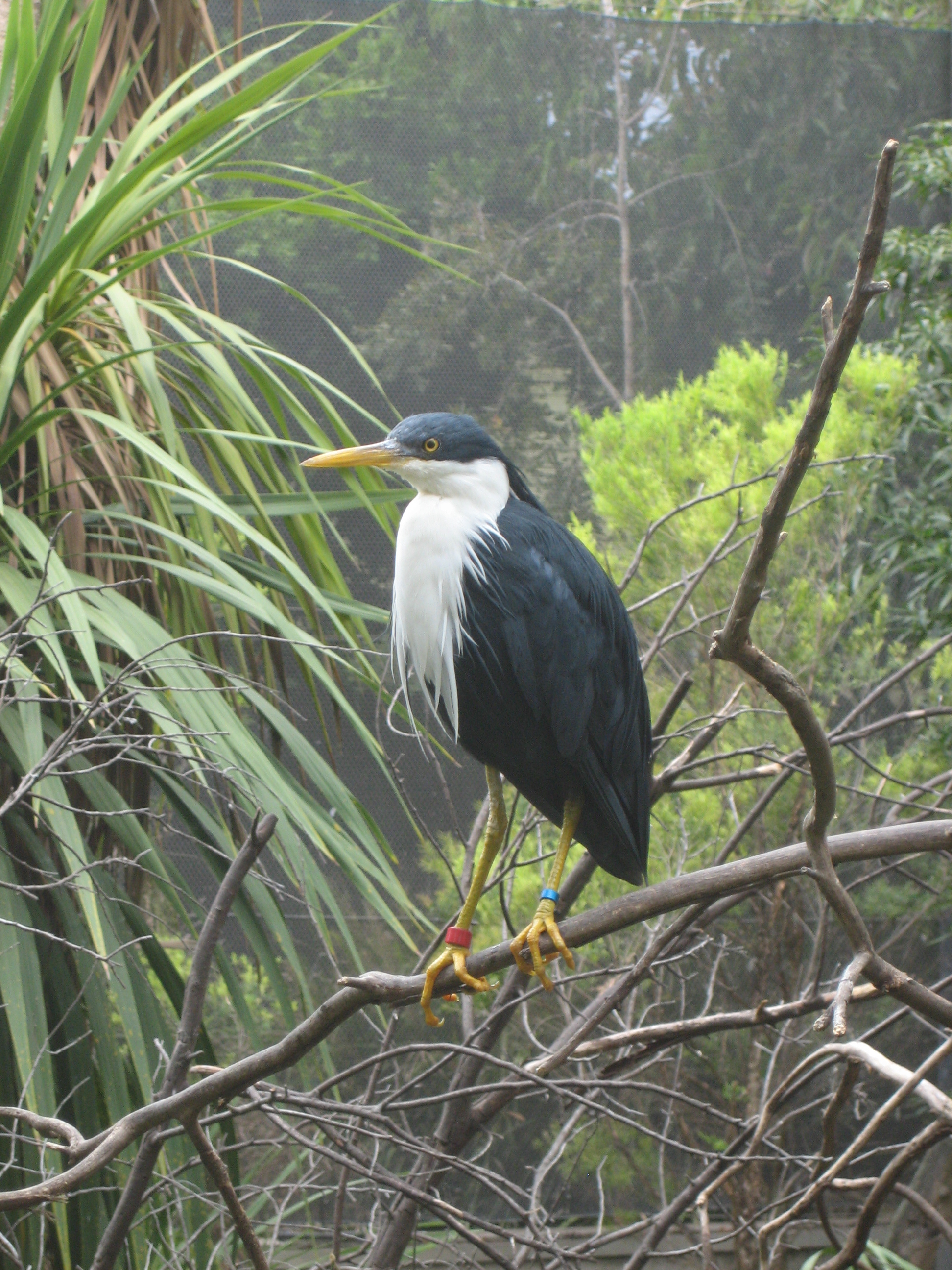
Une aigrette pie dans l'une des volières d'immersion.

Le zoo ouvre le 23 mai 1883, occupant 6,5 hectares (maintenant 8 hectares) de terres accordées par le Gouvernement. Il est fondé par la Société Zoologique et d'Acclimatation d'Australie-Méridionale (South Australian Acclimatization and Zoological Society),. La société devient plus tard la Société Royale de Zoologie d'Australie-Méridionale (Royal Zoological Society of South Australia), après une Charte Royale accordée par le roi George VI en 1937.
Le premier directeur du zoo, de 1882 à 1893, est Richard Ernest Minchin. Son fils, A.C. Minchin lui succède de 1893 à 1934, puis son petit-fils R.R.L. Minchin, de 1935 à 1940.
Au milieu du XXe siècle, le zoo a été impliqué dans l'exportation d'oiseaux vivants, 99 % des exports d'oiseaux vivants d'Australie, principalement de s pinsons et des perroquets destinés à l'aviculture, passaient alors par ce zoo et celui de Taronga. À une époque où la nécessité de conserver les oiseaux indigènes d'Australie et de contrôler leur commerce était en train de devenir de plus en plus évident, l'Australie-Méridionale a été en retard par rapport  autres États australiens dans l'évolution de la législation.
En 1962, un nouveau directeur du zoo, William Gasking, est démis de ses fonctions par le président du Conseil, Fred Basse, au motif qu'il ne coopérait pas avec le commerce des oiseaux. Toutefois, lorsque Basse partit, le commerce d'oiseaux chuta d'un dixième de ce qu'il était fait deux ans auparavant. Depuis, l'administration du zoo a été restructurée et le zoo a retrouvé la crédibilité du public et un statut scientifique.
Le zoo moderne s'est éloigné de la façon traditionnelle de présenter les espèces, séparément et par paire. Maintenant, les espèces sont regroupées, comme elles le seraient dans la nature, dans des installations qui sont conçues de façon à représenter la région d'origine des animaux. Les enclos ont été conçus de manière à satisfaire les besoins des animaux, offrant un environnement plus naturel, ce qui sert aussi un but pédagogique pour les visiteurs. Bien que certains enclos du zoo, inscrits au patrimoine historique, tels la Maison des Éléphants, ont été conservés, ils ne sont plus utilisés pour loger des animaux.
L'enclos des flamants a ouvert ses portes en 1885, c'est l'un des rares à être resté au même endroit jusqu'à ce jour. À l'origine, il présentait dix flamants roses, mais la plupart sont morts au cours d'une sécheresse en 1915. En 2014, l'un des deux survivants de ces flamants roses, était considérée comme le plus vieux individu de son espèce dans le monde, décédé à l'âge de 83 ans. Le flamant du Chili restant au zoo d'Adelaïde est aujourd'hui le seul flamant d'Australie.

## Focus actuel
Le zoo met particulièrement l'accent sur les espèces du Gondwana, le 'supercontinent" qui été constitué de l'Amérique du Sud, de l'Inde, de l'Afrique, de l'Australie et de l'Asie du Sud-Est. Les similitudes botaniques entre ces régions sont utilisées dans les principales installations du zoo, qui comprend une zone de forêt tropicale d'Asie du Sud-Est et une volière de forêt tropicale humide australienne. La zone dédiée à l'Asie du Sud-Est présente dans un même espace des orangs-outans de Sumatra et des siamangs. Il présente également dans un autre espace des tapirs Malais et des semnopithèques obscurs. 
Le zoo met également l'accent sur les programmes éducatifs. Il propose différentes visites guidées appelées "apprenez à connaître le zoo", il comprend un grand "zoo pour enfants", et depuis avril 2009, un espace éducatif pour les élèves du secondaire et leurs enseignants, appelé Envirodome. Les écoles peuvent également louer les installations et les groupes peuvent y dormir. Des promenades, des visites et des activités de recherche peut être effectuée la nuit.

## Installations et faune présentée

### Région asiatique
L'installation dédiée à l'Asie du Sud-Est, appelée Immersion a été construite en deux parties. La première partie est terminée en 1995, avec des enclos pour les siamangs et les ours malais. À la fin de 2006, la plupart de la deuxième partie était finie, avec des espaces pour les orangs-outans de Sumatra, les siamangs et les tigres de Sumatra. Il comprend aussi une grande volière d'immersion qui permet de passer de l'île des deux gibbons à l'enclos des ours malais.

### Envirodome
L'Envirodome est une installation interactive située dans l'ancienne singerie avec le Centre d'Éducation. Les anciennes cages sont destinées à l'éducation à conservation de notre environnement, visant à inculquer au public que de simples changements peuvent faire la différence pour préserver l'environnement. Le bâtiment lui-même a été en grande partie rénové et dispose d'un toit vert, des toilettes alimentées à l'eau de pluie, des murs en briques de foin et des panneaux solaires.